# Black Frog Music
Black Frog Music (também conhecida por Black Frog Records, ou simplesmente Black Frog) é um selo independente, fundada em 16 de novembro de 1999 por Axl Rose, líder da banda de hard rock Guns N' Roses. Foi criada para gerenciar e lançar obras vinculados ao álbum Chinese Democracy e outros artistas independentes. Atualmente a Black Frog está sob o domínio da Universal Music Group.

## História
A Black Frog foi fundada por Axl Rose visando oferecer uma plataforma para suas próprias produções musicais e possivelmente para outros artistas que compartilhem sua visão artística. O nome "Black Frog" pode ter origens pessoais ou simbólicas para Rose, embora não haja informações detalhadas disponíveis publicamente sobre a escolha do nome.
Detalhes específicos sobre os lançamentos e atividades da Black Frog Records são limitados, e a empresa não possui um catálogo amplamente divulgado fora de círculos próximos a Axl Rose e seus colaboradores diretos. Embora não tão proeminente quanto sua carreira como frontman do Guns N' Roses, a Black Frog Records reflete o interesse de Axl Rose em explorar novas oportunidades criativas e oferecer uma plataforma independente para projetos musicais.